# ريان ووكر
ريان ووكر (بالإنجليزية: Ryan Walker)‏ (4 نوفمبر 1974 رابيد سيتي الولايات المتحدة - ) هو لاعب كرة قدم أمريكي يلعب كمهاجم.